# Tiziana Di Pilato
Tiziana Di Pilato (Milano, 16 dicembre 1978) è una coreografa, allenatrice di ginnastica artistica ed ex ginnasta italiana, campionessa italiana al corpo libero agli Assoluti di Rimini 1992 e campionessa italiana al corpo libero e trave agli Assoluti di Mestre 1993.
Negli anni delle competizioni in Serie A (1992-1995), la Di Pilato è stata riconosciuta come l'eccellenza della propria squadra, la Pro Patria 1883.
Ha fatto parte, dal 1998 al 2003, della compagnia di danza acrobatica Kataklò.
Attualmente allena come tecnico e coreografa il settore femminile della Accademia Nazionale Milano e Docente di Acrobatica nella Scuola Professionale Italiana Danza (SPID); inoltre affianca Paolo Bucci all'Accademia Nazionale di Milano.

## Carriera sportiva
La Di Pilato, con l'intenzione di fare attività sportiva, comincia a fare ginnastica presso la Olimpia Segrate, a 7 anni. Questa società non gareggiava nel settore agonistico, per cui le viene consigliato di spostarsi alla Pro Patria 1883.

### Gli esordi
Ad aprile 1990 la Di Pilato vince, a Gorizia, il titolo italiano di categoria Under 13, con 36,0735 punti.
Nel 1991 ottiene il 6º posto, con 72,05 punti, ai campionati italiani Juniores, ed il 19º posto, con 36,600 punti, al Trofeo Internazionale Città di Catania di novembre. Inoltre vincendo la Serie B, la squadra della Pro Patria, composta anche da Ramona Rotta, Ilaria Facchinetti, Maria Misuriello e Sara Conti, conquista la Serie A.

### Il 1992: campionessa italiana al corpo libero
Nel 1992, con la nazionale juniores, ottiene il 7º posto nell'incontro internazionale Italia-Cecoslovacchia a Fano, il 29 marzo, con 36,832 punti: al volteggio 9,183, alle parallele 9,350, alla trave 9,116, al corpo Libero 9,183.
A maggio vince prima, con 37,420 punti, il XXIV Trofeo Città di Tunisi, poi, a Rimini, il titolo al corpo libero agli Assoluti, con 9,650 punti.
A settembre, in un incontro Italia-Svizzera juniores a Teramo, vince alle parallele asimmetriche con 9,650 punti; alla Peace Cup di Tel Aviv, il 28 novembre, ottiene il quarto posto, con 38,135 punti.
Con la squadra nazionale juniores, composta da Marianna Crisci, Valentina Rubinetti, Erika Sella, Veronica Servente, Ketty Titon, partecipa alla Coppa Europa juniores ad Arezzo, il 12 e 13 dicembre 1992: la nazionale ottiene il 4º posto con 152,785 punti; la Di Pilato ottiene 9,650 punti al volteggio, 9,600 alle parallele, 9,525 alla trave, 9,687 al corpo libero.
La stagione di Serie A con la squadra della Pro Patria termina al 4º posto.

### Il 1993: i campionati assoluti di Mestre
Nel 1993, vince il titolo Italiano assoluto alla trave e al corpo libero

### Il 1993: i Giochi del Mediterraneo
Nel 1993, partecipa ad una gara internazionale a Chiasso, contro Svizzera e Germania, in cui vince davanti a Tanja Pechstein con un totale di 36,550 punti (volteggio: 9,125; parallele: 9,300; trave: 8,850; corpo libero: 9,275).
A maggio partecipa alla Coppa Europa juniores a Ginevra, ottenendo il 15 º posto, prima tra le italiane, con 37,112 punti: 9,350 al volteggio, 9,125 alla trave, 9,012 al corpo libero, 9,625 alle parallele.
La Serie A termina con la Pro Patria al quinto posto.
Partecipa poi ai Giochi del Mediterraneo di Linguadoca-Rossiglione 1993; le gare di ginnastica si svolgono a Nîmes. Nonostante una preparazione non ideale, si piazza al 5º posto alla trave (9,250) e al 6º al corpo libero (8,975), chiudendo il concorso generale in sesta posizione (37,125). Ottiene la medaglia di bronzo nel concorso a squadre con Veronica Servente, Chiara Ferrazzi, Francesca Santoni e Ketty Titon.
Il 30 e 31 ottobre, a Cesena, partecipa ad un incontro Italia-Russia, dove ottiene due esecuzioni da 9,550 punti (al volteggio e alle parallele). La gara termina con la vittoria della Russia (380,350) sull'Italia (365,375).
A novembre, al torneo Trinacria d'Oro di Catania, si piazza al 2º posto, con 38,400 punti, dietro ad Elena Lebdeva, con punteggi tutti superiori a 9: 9,625 al volteggio, 9,500 alle parallele, 9,650 alla trave, 9,625 al corpo libero.

### Gli ultimi anni
La stagione 1994 viene considerata sotto tono, senza grandi successi; il campionato di serie A termina però con il migliore risultato della sua carriera, il terzo posto.
Ad aprile 1995, agli Internazionali sloveni di Lubiana, ottiene l'ottavo posto con 35,95 punti: volteggio 9,10, parallele 9,35, trave 8,75, corpo libero 8,75. A maggio partecipa al campionato nazionale di categoria Seniores a Varazze, piazzandosi al quarto posto, con 36,100 punti. In Serie A la Pro Patria termina al 5º posto.
Si ritira dall'attività agonistica nell'aprile 1996, a causa di motivi fisici, che non le «permettevano più di dare tutta se stessa alla ginnastica».

## Palmarès
- Giochi del Mediterraneo

Linguadoca-Rossiglione 1993: bronzo nel concorso a squadre;